# Vuelo 263 de Panair do Brasil
El vuelo 263 de Panair do Brasil era un vuelo regular de pasajeros de Panair do Brasil. Cubría el trayecto desde el Aeropuerto de Londres Heathrow, hasta el Aeropuerto Internacional Ministro Pistarini. Con escalas programadas en París, Lisboa, Dakar, Recife, Río de Janeiro, San Paulo y Asunción. El 16 de junio de 1955, la aeronave involucrada, un Lockheed L-149 Constellation se estrelló mientras procedía a descender, a 13 km del aeropuerto específicamente en Fernando de la Mora (Paraguay). Había 24 personas a bordo, de ellas 16 murieron.
El accidente se produjo durante la operación de descenso, cuando la aeronave bajó más de lo permitido para la aproximación al Aeropuerto Internacional Silvio Pettirossi e impactó contra un árbol de 12 metros en una propiedad privada en Fernando de la Mora, el avión continuó arrastrándose 500 metros hasta golpear otro árbol y se incendió. En aquel momento fue el peor accidente aéreo que tuvo lugar en Paraguay.

## Aeronave
La aeronave era un Lockheed L-149 Constellation (modificado de un L-049) con número de serie 2032. Fue construido en los Estados Unidos en el año 1946, utilizaba cuatro motores Wright R-3550. Fue adquirido nuevo por Pan Am el 19 de febrero de 1946, fue matriculado N88832, bautizado "Clipper Flora Temple". Transferido a Panair do Brasil en 1955, se requirió el registro PP-PDJ.

## Tripulación[2]
Comandante: José Renato Coursinho de Moura
Primer oficial: Fernando de Barros Morgado
Segundo oficial: Nelson do Vale Nunes
Primer ingeniero: Eliseu Rómulo Gabriel
Segundo ingeniero: Wilson Manoel de Souza Medeiros
1er radio operador: Colombo Vieira de Souza
2do radio operador: Joacir Leal Bastos
Comisarios: Rodolfo Lardello, Sheila Monteath, Roger Barthel

## Accidente
El avión estaba en la etapa San Paulo - Asunción del vuelo cuando la tripulación contactó a Asunción a la 01:05 a. m.. Se les autorizó a aterrizar en la pista 02 y se les pidió que informaran cuando estuvieran en el final de la aproximación. El último contacto fue a las 01:15, el avión descendía a través de las nubes hasta que el ala izquierda chocó contra un árbol de 12 metros. Parte del ala se rompió y el avión continuó derribando cocoteros. A unos 500 metros del punto de impacto inicial, el avión entró en contacto violento con un árbol a nivel del suelo, arrancándolo, de modo que el fuselaje cayó en una posición de aproximadamente 30° a la izquierda del camino de vuelo. En este punto, el fuselaje se incendió y la aeronave quedó totalmente destruida.